# Pseudopolygrammodes priscalis
Pseudopolygrammodes priscalis är en fjärilsart som beskrevs av Caradja 1937. Pseudopolygrammodes priscalis ingår i släktet Pseudopolygrammodes och familjen Crambidae. Inga underarter finns listade i Catalogue of Life.